# 駱山
駱山（ナクサン、ナッサン、낙산）は、ソウル特別市の鍾路区と城北区にまたがる山。全体が花崗岩からなる石山で、李氏朝鮮の首都・漢陽の内四山（내사산）の一つである。駱山公園（낙산공원）が造成されている。
「ソウルのモンマルトル」とも称され、各種のロケ地にもなっている。

## 歴史
李氏朝鮮の時代には風水地理上、明堂（명당）と称され、漢陽に首都が立地する上で大きな役割を果たした。駱山は、南山、仁王山、北岳山とともに内四山を成し、主山（주산）である北岳山の左靑龍（좌청룡）に該当し、右白虎（우백호）の仁王山と向かい合っている。尾根には漢陽都城が築城された。
李氏朝鮮の時代に都城5大名勝地に名が上がった駱山は、当時の文人たちが別荘を建てて暮らすほど、風光明媚な美しさで広く知られてきた。当時は、三清（삼청）、仁王（인왕）、雙鷄（쌍계）、白雲（백운）、清鶴（청학）を都城内の5大名勝地に挙げていたが、このうち現在の梨花洞にあった雙溪洞（쌍계동）は、奇妙な岩石と鬱蒼とした樹林に2本の澄んだ小川があり、3番目に選ばれていた。また、当時から両班たちが夕陽を眺めて休憩した場所であったとも伝えられている。
日本統治時代の1920年から始まった朝鮮民立大学設立運動を封じるため、1924年に東崇洞（동숭동）に京城帝国大学予科を設立し、1926年に京城帝国大学法文学部と医学部を設立した。解放後、ここはソウル大学校の文理大、法大、医大に変わった。解放後、李承晩と朴正煕の独裁が続くと、ソウル大学校の学生たちは権力に抗して戦い、学生たちが街に集まると鐘路の交通が妨げられ、市民たちは何が起きたのかを容易に知ることができた。この問題を解決するため、1975年に各地に散在していたソウル大学校の施設を統合して冠岳山の山裾に移し、移転後のソウル大学校の跡地は、マロニエ公園を中心に公園化された。駱山は、マロニエ公園から反対側にある、丘のような場所である。

## 地名の由来
山の姿がラクダのように盛り上がっているとして、駱山とか駱駝山（낙타산）という名で呼ばれた。高麗時代に牛乳を担当する牛乳所（우유소）という機関が、李氏朝鮮時代に駝酪色（타락색）に変わり、駱山一帯には、宮中に牛乳を供給していた王室直営牧場があり、駝酪山（타락산）とも呼ばれた。
駱山の西の町は東崇洞である。李氏朝鮮時代には洛山の山裾で松の木を多く育てたため、もともとは「栢洞（백동）」と呼ばれていたが、1914年に日本統治時代の京城府が洞名を付けた際に、「崇敎坊（숭교방）の東にある町」として洞名を改称した。

## 駱山公園
2002年6月12日に、東崇洞山2-10一帯に、面積 152,443㎡ の駱山公園（낙산공원）が造成された。1960年代以降の駱山は、中腹までマンションが入っていたが、ソウル特別市の緑地拡充計画により、駱山公園に変貌したのである。
現在の駱山公園は、「ソウルで最も美しい夜景が見られるスポット」とも評されている。

### 施設
- 遊園地：頂上に位置する。
- 第1展望広場
- 第2展望広場
- 第3展望広場
- 中央広場
- 弘徳の畑
- 駱山巡城道：遊園地から恵化門（朝鮮語版）までの漢陽都城に沿って造成された遊歩道。長さ約1.5km、ソウル市内を見下ろせる。

## ギャラリー

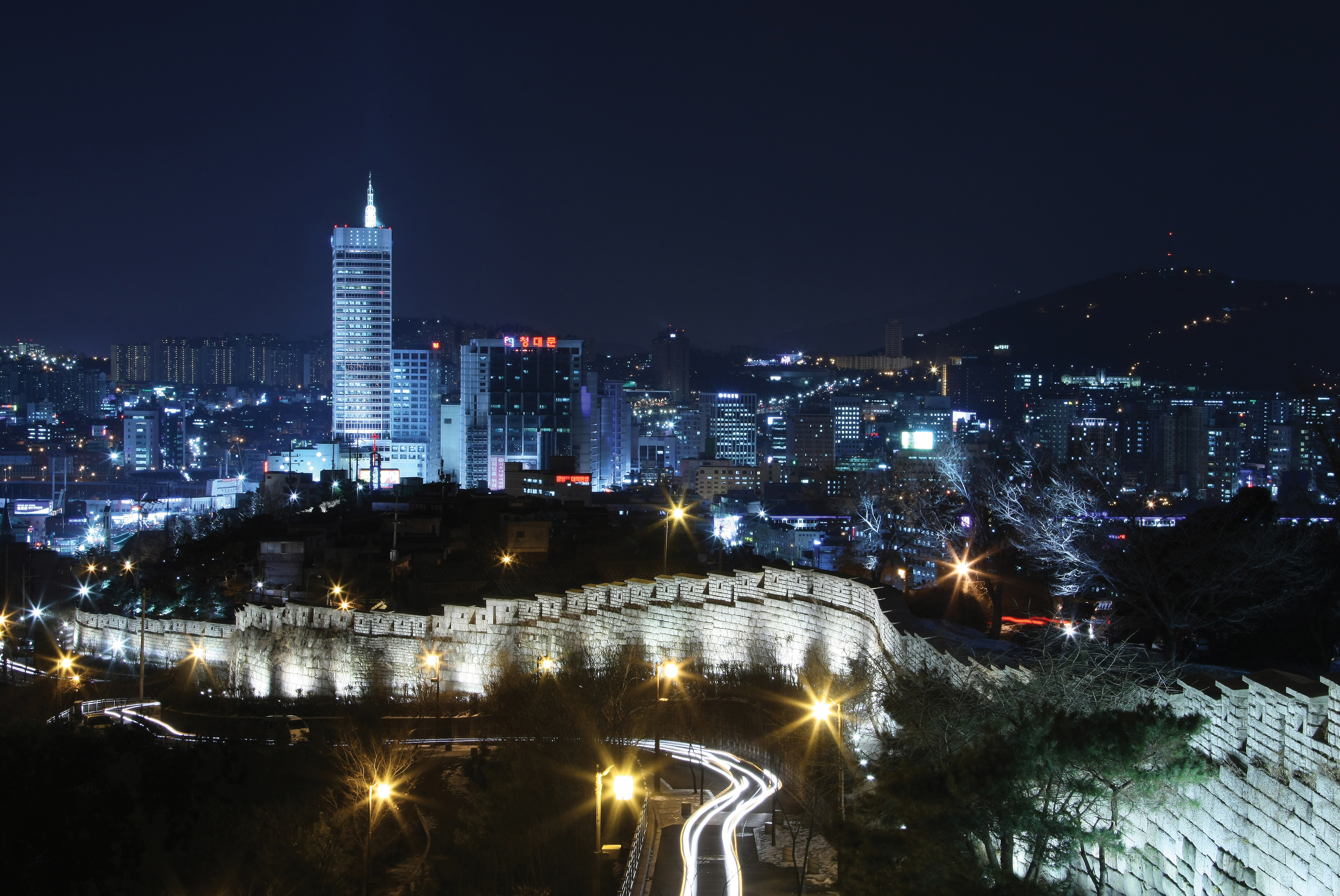
駱山の夜景。
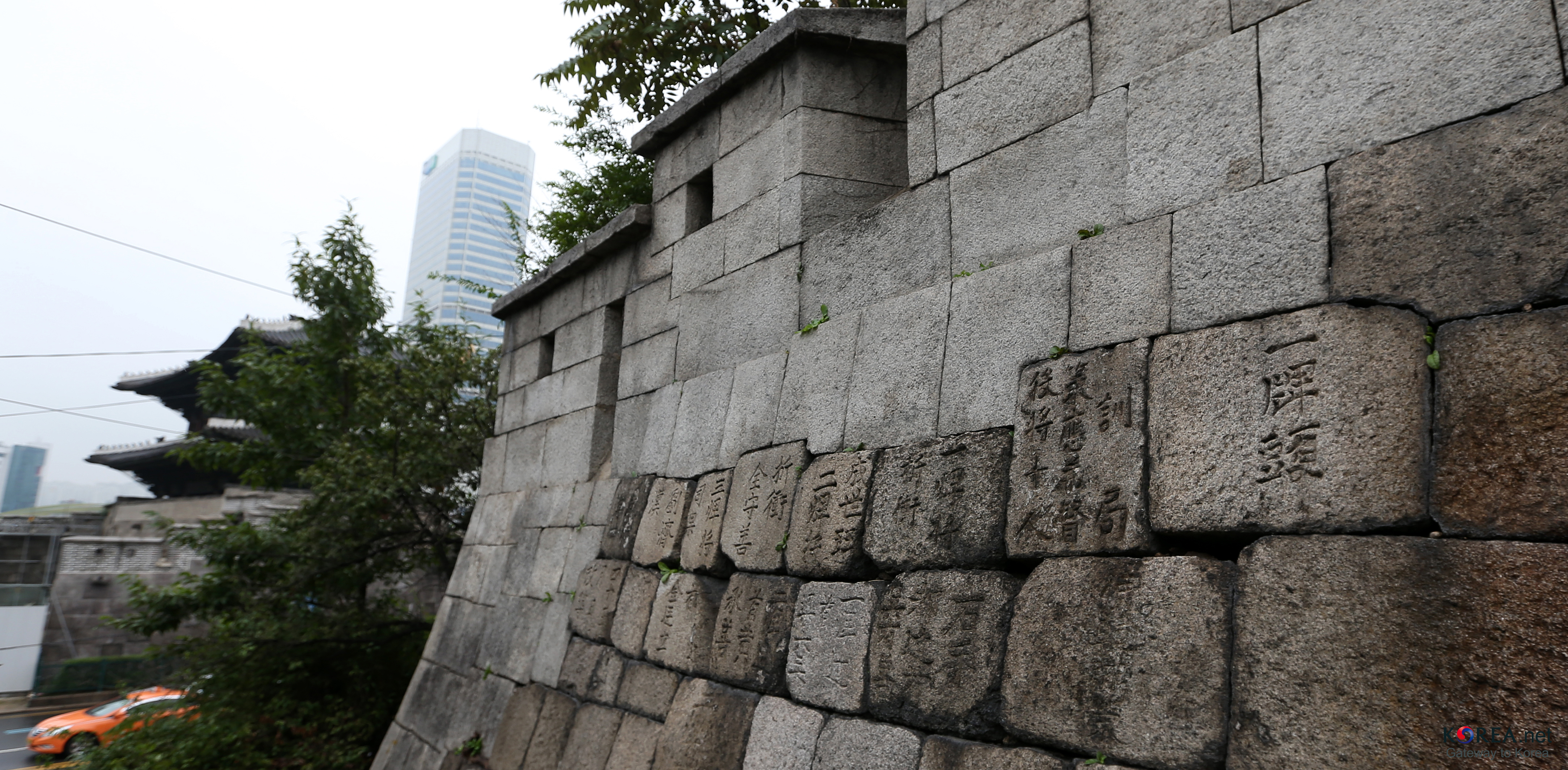
駱山の刻字城石。
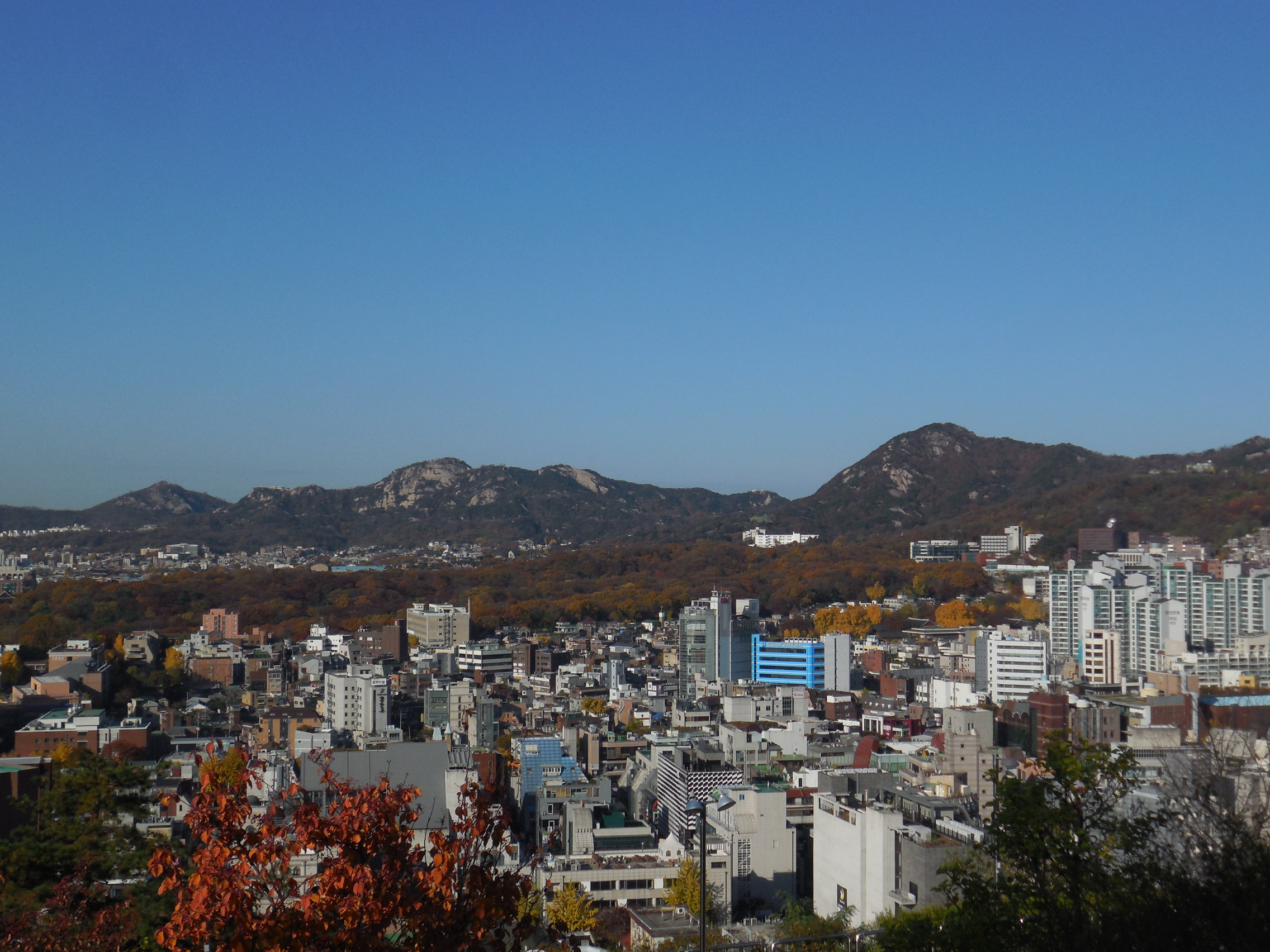
駱山から望む鐘路区。

## 交通
首都圏電鉄1号線、 首都圏電鉄4号線 東大門駅
 首都圏電鉄4号線 恵化駅
 首都圏電鉄4号線 漢城大入口駅
 ソウル交通公社6号線 昌信駅